# Piperonal
Piperonalul (cunoscut și ca heliotropină) este un compus organic care se regăsește în arome și în parfumuri. Molecula este similară din punct de vedere structural cu alte aldehide aromatice, precum benzaldehida și vanilina. Este considerat ca fiind precursor de droguri și este controlat legislativ.

## Obținere
Piperonalul poate fi obținut în urma unei reacții de oxidare la catena laterală a izosafrolului.